# Henry Sterns
Henry Sterns (fl. XX secolo) è stato un bobbista statunitense.

## Biografia
Ai campionati mondiali vinse una medaglia d'argento:
- Campionati mondiali di bob 1949, svoltosi a Lake Placid, New York, medaglia d'argento nel bob a quattro con James Bickford, Pat Buckley e Donald Dupree[1]